# Amata verecunda
Amata verecunda är en fjärilsart som beskrevs av Swinhoe 1902. Amata verecunda ingår i släktet Amata och familjen björnspinnare. Inga underarter finns listade i Catalogue of Life.